# Komedia – en tripp nerför Tarschan Boulevard
Komedia – en tripp nerför Tarschan Boulevard är ett album från 1978 av Anders F Rönnblom.

## Låtlista
1. Komedia - 6:42
2. Paradisfjäsk - 4:48
3. Dom rätta kretsarna - 3:21
4. Svårt det är att leva, svårt det är att dö - 2:45
5. Hökarnas kulle / Fullt hus - 6:00
6. Tarschan Boulevard - 5:50
7. Sänd upp en doktor - 3:17
8. Visst älskar jag dig och dina arbetarbarn - 3:18
9. Hon är varm, hon är skön, hon är honky tonk - 3:36
10. Lagom hårt - 2:52
11. Seglar bort - 2:59
12. Behöver - 3:10 (Bonusspår på F-box utgivningen)
13. Tolv tiggare (Första skiss) - 4:05 (Bonusspår på F-box utgivningen)